# Bitwa pod Landskroną
Bitwa pod Landskroną – starcie zbrojne, które miało miejsce 24 lipca 1677 podczas wojny szwedzko-duńskiej (1675–1679) będącej częścią wielkiej europejskiej wojny Francji z koalicją.

## Wstęp
Dnia 22 lipca szwedzka armia w sile 10 000 żołnierzy została właśnie wzmocniona 4 000 chłopów ze Smalandii. Zostawiła swój obóz koło Klippan i ruszyła na południe. Zamierzano znaleźć duńską armię, która została osłabiona przez straty poniesione przy oblężeniu Malmö, i zaatakować ją przed nadejściem posiłków cesarskich (miały nadejść przez Landskronę). Duńczycy jednak już przybyli do Landskrony i rozbili obóz na wzgórzach na zachód od miasta.

## Bitwa
Wczesnym rankiem 24 lipca Karol XI uszykował swą armię w 4 kolumny i ruszył w kierunku duńskiej armii. Lecz jak tylko Szwedzi zbliżyli się na odległość wzrokową do nieprzyjacielskiego obozu, zauważyli, że jest całkowicie pusty. Wywołało to konsternację wśród szwedzkich generałów. Większość z nich przypuszczała, że Chrystian V wycofał się do Landskrony i z tego powodu wojska szwedzkie powinny zaniechać dalszych działań. Jednak Karol XI nie chciał rezygnować i nakazał swej armii marsz w kierunku duńskiego obozu.
Nocą Chrystian V ruszył swą armię w dół ze wzgórz i uszykował ją za ziemnym nasypem w celu zaskoczenia Szwedów na wrzosowisku.
Szwedzki generał Ascheberg dostrzegł duńskie wojska za nasypem. Szwedzka armia przystanęła na około godzinę i o godzinie 9:00 uszykowała się w dwie linie na północnym wschodzie od wrzosowiska.
Chociaż generałowie byli przeciwni, Chrystian V zdecydował się opuścić swą dogodną pozycję za nasypem i zaatakować Szwedów. Dwie armie ruszyły na siebie i wkrótce dzieliła je już tylko mała dolina. Artyleria obu stron wymieniała ogień lecz żadna ze stron nie chciała atakować przez dzielącą dolinę.
Na koniec Karol XI i jego straż na prawym skrzydle ruszyli w dół stoku i w górę po drugiej stronie. Zostali natychmiast otoczeni i omal nie dostali się do niewoli, jednak zostali ocaleni przez szwedzką kawalerię. Reszta szwedzkiego prawego skrzydła postąpiła za nimi i bitwa się zaczęła. Po mniej niż godzinie duńskie lewe skrzydło zostało rozgromione, a duńska artyleria znalazła się w szwedzkich rękach.
Na prawym skrzydle duńskim Chrystian V dokonał obejścia Szwedów i gdy feldmarszałek Simon Grundel-Helmfelt zginął, szwedzkie lewe skrzydło uległo rozproszeniu. Jednak wsparte przez 4 000 szwedzkich chłopów zdołało uniknąć kompletnego pogromu i zreorganizować się.
W centrum Duńczycy przejęli inicjatywę gdy generał Russenstein zaatakował wkrótce po tym, jak oba skrzydła zaangażowały się w walkę. Lecz gdy jego lewe skrzydło było odsłonięte, duńskie centrum dostało srogie lanie i powoli zaczęło się załamywać. W tym samym czasie Chrystian V nie mógł poradzić sobie z lewym skrzydłem Szwedów. Gdy szwedzka kawaleria, która ścigała duńskie lewe skrzydło, wróciła do bitwy w tym samym czasie, kiedy szwedzkie lewe skrzydło było gotowe do działania, Chrystian V opuścił pole bitwy o godzinie 16:00.
O godzinie 18:00 duńskie wojska uszły z pola bitwy i Szwedzi wrócili do dawnego duńskiego obozu.

## Po bitwie
Szwedzi stracili 650 zabitych i ok. 1 300 rannych, Duńczycy – 2 500 zabitych, rannych i jeńców. Powodem duńskiej porażki była rywalizacja pomiędzy duńskimi generałami oraz pomieszanie duńskich oddziałów w nocy. Duńczycy także nie zdołali wykorzystać swego sukcesu na prawym skrzydle, które dało Szwedom czas na reorganizację swych szeregów.
Chociaż szwedzka wiktoria była niezaprzeczalna, miała niewielki wpływ na rezultaty wojny. Tak długo jak długo Duńczycy będą zwycięscy na morzu i będą trzymali ufortyfikowane miasto Landskronę, będą mogli zawsze otrzymać nowe posiłki w Skanii. Szwedzka armia licząca teraz 7000 żołnierzy nie była dość silna by pokusić się o zdobycie Landskrony. Po kilku potyczkach wokół Kristianstadu główna część szwedzkiej armii maszerowała na leże zimowe z powrotem na północ do Szwecji właściwej, podczas gdy Chrystian V zabrał na okrętach część swoich sił z powrotem na Zelandię.